# Аед мак Конхобайр
Аед мак Конхобайр (давньоірл. Áed mac Conchobair; загинув в 888) — король Коннахту (882—888) з роду Уї Бріуйн.

## Біографія
Аед був одним з синів правителя Коннахту Конхобара мак Тайдга Мора. Його родинні володіння перебували на рівнині Маг Ай, розташовуючись навколо давньоірландського комплексу Круахан.
Аед мак Конхобайр успадкував престол Коннахту після смерті свого батька, який помер у 882 році . Під час свого правління Аед вів важкі війни з вікінгами. У 887 році безліч норманів з Лімерика було вбито під час нападу на них коннахтців. Наступного року правитель Коннахту взяв участь в поході верховного короля Ірландії Фланна Сінни проти дублінських вікінгів. Однак в битві ірландське військо зазнало поразки. Серед відомих осіб, полеглих на полі бою, були король Аед, єпископ Кілдера Лергус мак Круїннен і абат монастиря в Кілдері Доннхад.
Після загибелі Аеда мак Конхобайра коннахтський престол успадкував його брат Тадг  .